# The Soubrette and the Simp
The Soubrette and the Simp é um filme mudo do gênero comédia produzido nos Estados Unidos em 1914, dirigido por Jerold T. Hevener e com atuações de Mabel Paige e Oliver Hardy.